# Daewoo Magnus
Daewoo Magnus este un sedan de clasă medie dezvoltat și fabricat de Daewoo Motors până la cumpărarea de către General Motors, în prezent construit pentru GM Daewoo Auto & Technology (GMDAT) de către Daewoo Incheon Motor Company în fabricile Bupyeong din Coreea de Sud. GM Daewoo și alte divizii ale GM, precum și GMDAT concern Suzuki, au comercializat acest autoturism sub diverse mărci în diferite țări. Automobilul este, de asemenea, cunoscut ca și cod intern Daewoo drept V200. Șeful de proiect a fost  Dr. W.J Lee. În România acest a fost vândut sub numele de Chevrolet Evanda.
Modelul V200 este succesorul lui Daewoo Leganza (cod intern V100). Lansat pe 23 noiembrie 2000 a fost vândut alături de modelul Leganza în Coreea până în anul 2002. Daewoo Magnus a primit un lifting în 2006, noul model având numele de V250 sau Daewoo Tosca.
Evanda are motorul XK6 inline-6 dezvoltat de Daewoo (DOHC 24V, 155CP 5800 rpm), el fiind amplasat în față, transversal. Dimensiunile modelului sunt: lungime- 4770 mm, lățime- 1815 mm, înălțime- 1440 mm.